# Со кротце со благо
„Со кротце со благо“ с подзаглавие Смях над политика и любов. Македонско сатиро-хумористично списание е българско списание, излизало в София, България през юни и юли 1928 година.
Отговорен редактор на списанието е охридчанинът Славе Битраков. Печата се в печатница „Типограф“. Излиза два пъти в месеца, като се обещава, че по-късно ще стане седмично.
| Годишнина | Броеве | Дата                |
| --------- | ------ | ------------------- |
| I         | 1 – 2  | юни 1928 – юли 1928 |

Списанието се занимава с Македонския въпрос и е на български националистически позиции. Критикува проявите на сръбския и гръцкия шовинизъм в окупираните от двете страни части на Македония. Във вестника се публикуват и статии, стихове, разкази и романи - почти всички от Славе Битраков.